# Acacia leucoclada
Acacia leucoclada är en ärtväxtart som beskrevs av Mary Douglas Tindale. Acacia leucoclada ingår i släktet akacior, och familjen ärtväxter.

## Underarter
Arten delas in i följande underarter:
- A. l. argentifolia
- A. l. leucoclada